# 白滩湖
白滩湖（藏語：པད་ཐན་མཚོ，威利转写：pad than mtsho，THL：Peten Tso），位于中国西藏自治区那曲市双湖县境内，地处双湖县中部，多格错仁西南。由3个子湖组成。湖面海拔4811米，面积15.7平方公里。湖岸曲折，湖中多岛屿。湖区气候干寒，年均气温-6℃，年降水量150毫米左右。湖水主要靠地表径流补给，集水区面积538.3平方公里。